# Шан сир Јон
Шан сир Јон (фр. Champs-sur-Yonne) насеље је и општина у источном делу централне Француске у региону Бургоња, у департману Јон која припада префектури Осер.
По подацима из 2011. године у општини је живело 1566 становника, а густина насељености је износила 356,72 становника/km². Општина се простире на површини од 4,39 km². Налази се на средњој надморској висини од 109 метара (максималној 133 m, а минималној 97 m).

## Демографија
| 1962. | 1968. | 1975. | 1982. | 1990. | 1999. | 2011. |
| ----- | ----- | ----- | ----- | ----- | ----- | ----- |
| 721   | 820   | 1.163 | 1.489 | 1.525 | 1.382 | 1.566 |

График промене броја становника у току последњих година